# Broderick Crawford
William Broderick Crawford (Philadelphia, 1911. december 9. – Rancho Mirage, 1986. április 26.) Oscar- és Golden Globe-díjas amerikai színész.

## Élete

### Korai évei
Crawford Philadelphiában, Pennsylvaniában született Lester Crawford és Helen Broderick gyermekeként, akik mindketten revűtáncosok voltak, akárcsak a nagyszülei. Lester az 1920-as és 1930-as években szerepelt filmekben. Helen Broderick karriert futott be a hollywoodi vígjátékokban, többek között a Fred Astaire és Ginger Rogers zenés filmjeikben, mint a Frakkban és klakkban vagy az Egymásnak születtünk című filmekben.
Az ifjú William csatlakozott szüleihez a színpadon, ahol Max Gordon producernek dolgozott. A Massachusetts állambeli Franklinben, a Dean Academy (ma Dean College) előkészítő középiskola elvégzése után Crawfordot felvették a Harvard Főiskolára, ahová beiratkozott. A Harvardon eltöltött három hét után azonban otthagyta, hogy rakodómunkásként dolgozzon a New York-i dokkban.

### Színészi pályája

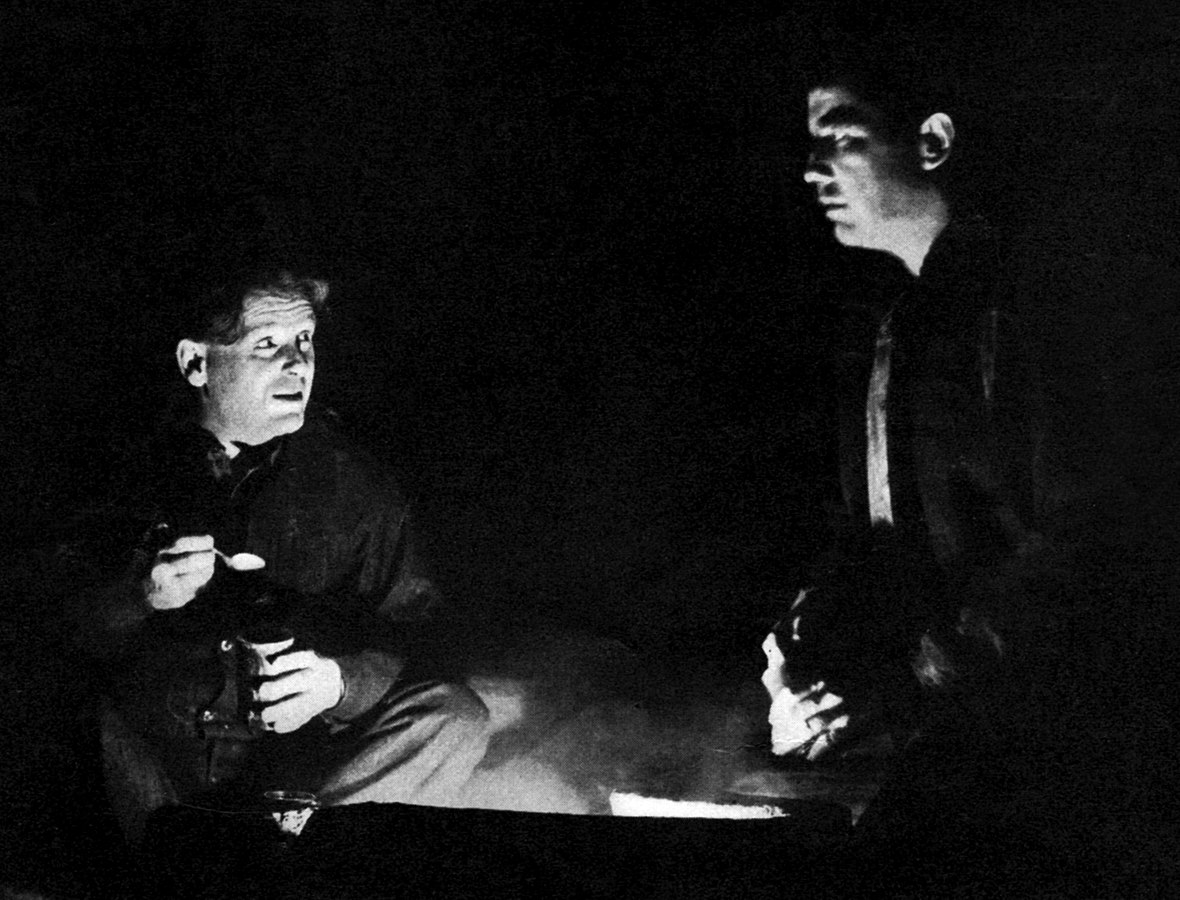
Wallace Ford és Crawford (jobbra) az 1938-as Egerek és emberek című Broadway előadásban

Crawford visszatért a revűhöz és a rádióhoz, ahol egy ideig a Marx testvérekkel szerepelt a Flywheel, Shyster and Flywheel című rádiós kabaréban.
Első komolyabb szerepe 1932-ben a londoni Adelphi Theatre-ben  a She Loves Me Not című darabban volt, ahol egy focistát alakított. Crawfordot sokszor játszott gonosz szerepet karrierje elején, gyors beszéde és sűrű alkata miatt.
1937-ben Lenny karakterével szerzett hírnevet az Egerek és emberek című darabban Broadwayn. Ezután Hollywoodba költözött, és filmekben kezdett játszani.
Crawford 1937-ben debütált Samuel Goldwyn Woman Chases Man című filmjében. Ezután a Start Cheering című filmben játszott 1938-ban, de lemaradt arról, hogy Lenny szerepét megismételhesse a filmvásznon is az Egerek és emberek filmváltozatában.

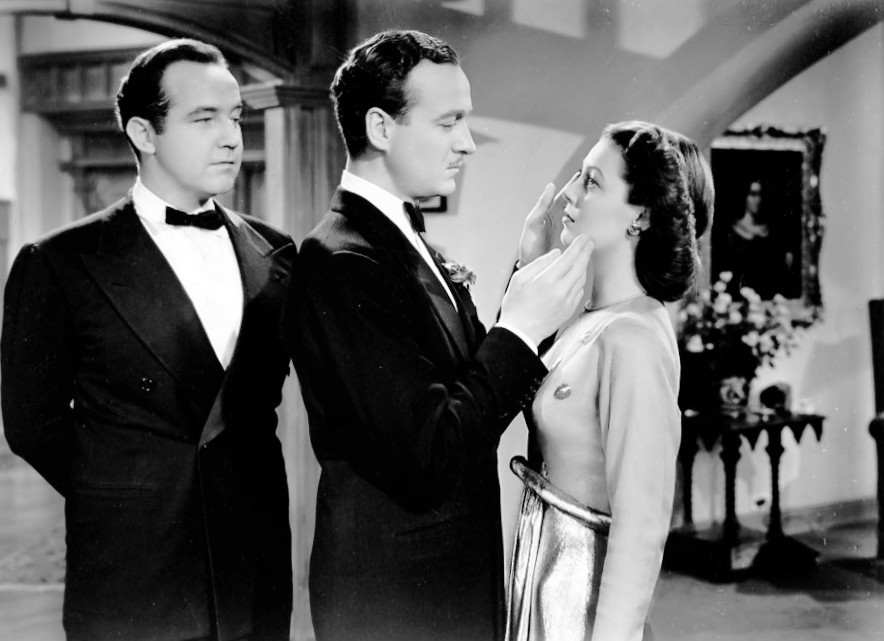
Crawford, David Niven és Loretta Young az Örökké a tied című filmben.

1939-ben Crawford leszerződött a Paramounttal. Feltűnt néhány "B" kategóriás filmben mint: Ambush, Sudden Money, vagy az Undercover Doctor. Első jó szerepét a Kék csillag című William A. Wellman filmben kapta ahol olyan színészek voltak a partnerei, mint Gary Cooper, Ray Milland, Robert Preston, Brian Donlevy és Susan Hayward.
Ezután feltűnt az Island of Most Men és az Alipang című filmben. Ezt követte két Walter Wanger és Tay Garnett produkció,  az Örökké a tied David Nivennel és Loretta Younggal, valamint a Tisztátalan tisztesség Pat O'Briennel és Edward Arnolddal.
1940-ben Crawford a Universalhoz szerződött, ahol megkapta első főszerepét, az I Can't Give You Anything But Love, Baby című "B" kategóriás filmben.
Ezt követően olyan filmekben kapott mellékszerepeket, mint a When the Daltons Rode, Bizsu, vagy a Nevadai hajtóvadászat. A Texas Rangers Ride Again című  film erejéig visszament Paramounthoz, majd 1941-ben ismét a Universalnál elkészítette a The Black Cat, a Tight Shoes és a Badlands of Dakota című filmeket. Ezután még számos filmben tűnt fel fő és mellékszerepekben egyaránt.
A második világháború alatt Crawfordot besorozták és az Egyesült Államok hadseregének légi hadtestéhez osztották be. Onnan a  fegyveres erőkhöz küldték, majd 1944-ben őrmesteri rangban, Nagy-Britanniába került, ahol a Glenn Miller American Band egyik bemondója lett.
A háború után visszatért a filmezéshez és olyan a filmekben szerepelt, mint a Black Angel (1946), vagy a Slave Girl (1947).
Ezután két évig szabadúszó volt, de folyamatosan szerepelt filmekben.

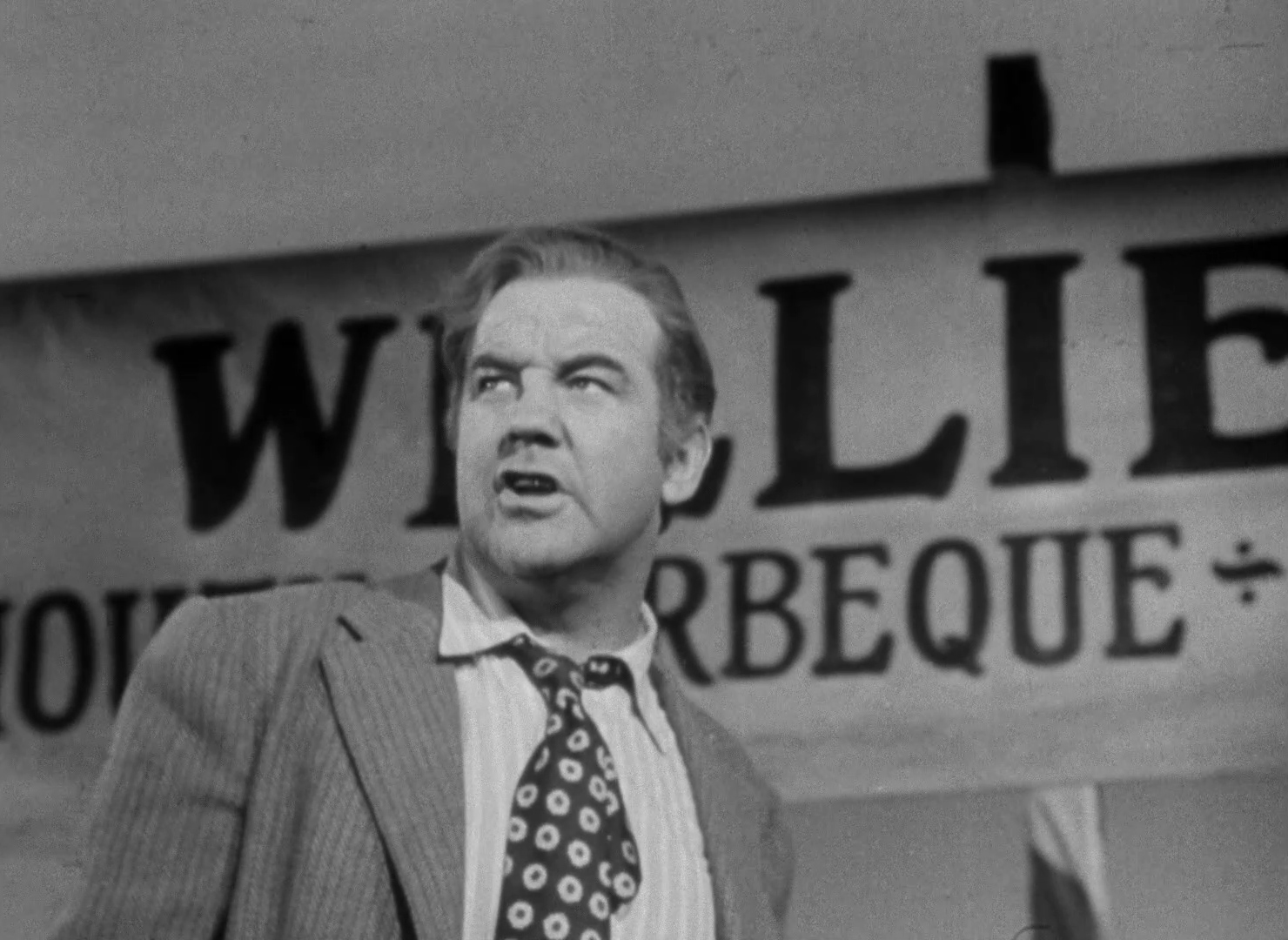
Crawford mint Willie Stark A király összes embere című filmben (1949)

Crawford 1949-ben érte el színészi karrierje csúcsát, amikor megkapta Willie Stark szerepét, akit Huey Long louisianai politikus életéről mintázott A király összes embere című filmben, amely Robert Penn Warren népszerű regényéből készült. A film óriási sikert aratott, és Crawford a zaklató, dühöngő, de mégis bizonytalan Stark kormányzó szerepével elnyerte a legjobb színésznek járó Oscar- és Golden Globe-díját.
A filmet a Columbia készítette, aki szerződést kötött Crawforddal. Glenn Forddal együtt szerepelt a Convicted című filmben, majd  egy másik, A-listás produkcióban William Holdennel és Judy Holliday-jel, a Born Yesterday című, George Cukor filmben. 1951-ben a The Mob című krimi főszereplője volt, majd 1952-ben Phil Karlson rendezésével, Sam Fuller regényén alapuló Scandal Sheet című filmben.
1952-ben az MGM kölcsönkérte, hogy alakítsa a gonoszt a Magányos csillag című filmben, Clark Gable és Ava Gardner oldalán. Ezután a Warner Bros. kérte fel a Stop, You're Killing Me című vígjátékra. Crawford visszatért Columbiához, hogy főszerepet játszon olyan western filmbekben, mint a Last of the Comanches(1953), vagy a The Last Posse (1954). 1954-ben a 20th Century Fox kölcsönkérte, hogy együtt szerepeljen Gregory Peckkel Nunnally Johnson Night People című filmjében.
Crawford újra találkozott Glenn Forddal a Fritz Lang által rendezett Emberi vágy című filmben. Ezután Edward Small kérte fel a Down Three Dark Streets és a New York Confidential című filmjeiben.
1955-ben Stanley Kramer parádés mellékszerepre kérte fel a Nem úgy, mint egy idegen című filmben Robert Mitchum és Frank Sinatra oldalán, ami nagy sikert aratott. Ugyanebben az évben Olaszországból ajánlatot kapott a Federico Fellini által rendezett Szélhámosok című film főszerepére.
1955-ben Frederick Ziv, a ZIV Television Productions televíziós producere felajánlotta Crawfordnak a főszerepet a Highway Patrol című rendőrségi drámasorozatban, amely a kaliforniai autópálya járőrök bűnüldözési tevékenységéről szólt. A ZIV Television Productions rendkívül alacsony költségvetéssel bírt, epizódonként 25 000 dollárt és a szerződés értelmében a bruttó bevételek tíz százaléka került csak Crawfordhoz. Míg a sorozat forgatókönyvei nagyrészt fiktívek voltak, a valósághű, frappáns dialógusok, az éles film noir stílusú életérzés, valamint Crawford meggyőző, kemény rendőrtisztjének alakítása hozzájárult a sorozat azonnali sikeréhez. A Highway Patrol népszerű volt és négy éven át (1955–1959) ment a ZIV Televízión, majd az Egyesült Államok helyi állomásain még sok éven át ismételték. Crawford 1955 és 1965 között leginkább a ZIV Televíziónál volt, mert viszonylag kevés producer volt hajlandó elfogadni kemény életvitelét és alkoholizmusát.
A Highway Patrol segített újjáéleszteni Crawford karrierjét, valamint a benne megalkotott kemény kötésű karakterét élete hátralévő részében sikerrel használt fel számos filmes és tévés szerepében.
A sorozat mellett feltűnt pár hollywoodi sikerfilmben. 1959 végén Crawfordnak elege lett a sorozat hektikus forgatási időbeosztásából, így kilépett belőle.
Elutazott Spanyolországba, hogy filmet készítsen, és megpróbálja kordában tartani alkoholfüggőségét.
Crawford Európába költözött, ahol 1960-ban játszott Vittorio Cottafavi La vendetta di Ercole című filmjében.
Crawford sikeres szereplése, a Highway Patrolban, mintegy kétmillió dollárt hozott neki a ZIV-vel kötött szerződése alapján. 1961-ben érkezett vissza Európából, és miután ideiglenesen abbahagyta az ivást, Crawford leszerződött egy új ZIV produkcióra, a King of Diamonds című sorozatra, ami csak egy évadot élt meg. 1962-ben, a King of Diamonds befejezése után Crawford visszatért a mozifilmekhez.
1970 után Crawford ismét visszatért a televízióhoz. 1970 és 1971 között Dr. Peter Goldstone szerepét játszotta a The Interns című sorozatban.
1977-ben J. Edgar Hoover alakította a J. Edgar Hoover titkos aktái című filmben. Ezután számos tévésorozatban volt vendégszereplő, miközben több tévéfilmben is szerepelt.
Crawford 140 mozifilmben és televíziós sorozatban játszott karrierje során, és különösen tartósan volt jelen a televízióban.
Utolsó szerepe 1982-ben volt. Egy filmproducert alakított, akit meggyilkonak a Simon & Simon című sorozat egyik epizódjában. A feltételezett gyilkos szerepét Stuart Whitman alakította, aki Walters őrmestert játszotta a Highway Patrolban.

### Magánélete
Felnőtt éveiben Crawford hajlamos volt az erős italozásra, és szeretett nagy mennyiségben enni. Ezek a szokások hozzájárultak Crawford komoly súlygyarapodásához az 1950-es években.
Crawford alkoholfogyasztása megnövekedett a Highway Patrol forgatása során, ami végül több letartóztatást és leállásokat eredményezett ittas vezetés miatt, ami miatt felfüggesztették vezetői engedélyét. Az alkohol problémái feszültséget okoztak a műsor és az autópálya járőrök között, valamint Crawford és a ZIV között.
Crawford háromszor nősült, ebből két gyereke született. 1986-ban, 74 évesen halt meg.

## Jelentősebb filmjei
| - Woman Chases Man (1937) - Hunk - Start Cheering (1938) - Biff Gordon - Ambush (1939) - Randall - Sudden Money (1939) - Archibald 'Doc' Finney - Undercover Doctor (1939) as Eddie Krator - Kék csillag (1939) - Hank Miller - Island of Lost Men (1939) - Tex Ballister - Alipang (1939) - Larson százados - Örökké a tied (1939) - Don Burns - Tisztátalan tisztesség (1939) - Russ Sampson - I Can't Give You Anything But Love, Baby (1940) - Michael G. 'Sonny' McGann - When the Daltons Rode (1940) - Bob Dalton - Bizsu (1940) - Little Ned - Nevadai hajtóvadászat (1940) - Swanee - Texas Rangers Ride Again (1940) - Mace Townsley - The Black Cat (1941) - Hubert A. Gilmore 'Gil' Smith - Tight Shoes (1941) - Speedy Miller - Badlands of Dakota (1941) - Bob Holliday - South of Tahiti (1941) - Chuck - North to the Klondike (1942) - John Thorn - Butch Minds the Baby (1942) - Aloysius 'Butch' Grogan - Larceny, Inc. (1942) - Jug Martin - Broadway (1942) - Steve Crandall - Men of Texas (1942) - Henry Clay Jackson - Sin Town (1942) - Dude McNair - Keeping Fit (1942) - Brod – Factory Worker - The Runaround (1946) - Louis Prentiss - Black Angel (1946) - Capt. Flood - Slave Girl (1947) - Chips Jackson - The Flame (1947) - Ernie Hicks - Így múlik el az életünk (1948) - Krupp - Sealed Verdict (1948) - Capt. Kinsella - Bad Men of Tombstone (1949) - William Morgan - A Kiss in the Dark (1949) - Mr. Botts - Night Unto Night (1949) - C.L. Shawn - Anna Lucasta (1949) - Frank - A király összes embere (1949) - Willie Stark - Cargo to Capetown (1950) - Johnny Phelan - Convicted (1950) - George Knowland - Born Yesterday (1950) - Harry Brock - Screen Snapshots: Hollywood Awards (1951) - himself - The Mob (1951) - Johnny Damico - Scandal Sheet (1952) - Mark Chapman / George Grant - Magányos csillag (1952) - Thomas Craden - Rainbow 'Round My Shoulder (1952) - Broderick Crawford - Stop, You're Killing Me (1952) - Remy Marko - Last of the Comanches (1953) - Sgt. Matt Trainor - The Last Posse (1953) - Sheriff John Frazier - Night People (1954) - Charles Leatherby - Emberi vágy (1954) - Carl Buckley - Down Three Dark Streets (1954) - FBI Agent John 'Rip' Ripley - New York Confidential (1955) - Charlie Lupo | - Big House, U.S.A. (1955) - Rollo Lamar - Nem úgy, mint egy idegen (1955) - Dr. Aarons - Szélhámosok (1955) - Augusto - Man on a Bus (1955) - Busz vezető - A leggyorsabb fegyveres (1956) - Vinnie Harold - Between Heaven and Hell (1956) - Capt. 'Waco' Grimes - 'G' Co. CO - The Decks Ran Red (1958) - Henry Scott - Bat Masterson - Sergeant Foley - Goliath and the Dragon (1960) - Eurystheus király - Square of Violence (1961) - Dr. Stefan Bernardi - Convicts 4 (1962) - Warden - The Virginian - George Wolfe - The Castilian (1963) - Don Sancho - No temas a la ley (1963) - férfi a hotelban - A House Is Not a Home (1964) - Harrigan - Rawhide - Jud Hammerklein - Up from the Beach (1965) - MP Major - Kid Rodelo (1966) - Joe Harbin - Mutiny at Fort Sharpe (1966) - Lenox ezredes - The Oscar (1966) - sheriff - A texasi mexikói (1966) - Luke Starr - The Vulture (1966) - Brian F. Stroud - Ülő bika csatabárdja (1967) - Columbus Smith - Land of the Giants - Prof. Gorn - Ransom Money (1970) - Inspector Joseph Medford - Hell's Bloody Devils (1970) - Gavin - The Naughty Cheerleader (1970) - B.J Hankins - Gregorio and His Angel (1970) - Gregorio - The Yin and the Yang of Mr. Go (1970) - Parker - Embassy (1972) - Frank Dunniger - A jelölt (1972) - Jarmon a narrátor - Terror in the Wax Museum (1973) - Amos Burns - The Phantom of Hollywood (1974) - O'Neal kapitány - Won Ton Ton, the Dog Who Saved Hollywood (1976) - különleges effektes - Look What's Happened to Rosemary's Baby (1976) - Sheriff Holtzman - Mayday at 40,000 Feet! (1976) - Marshal Riese - Bizonyítási eljárás (1977) - O'Brien rendőrkapitány - J. Edgar Hoover titkos aktái (1977) - J. Edgar Hoover - The Hughes Mystery (1979) - Egy kis romantika (1979) - Broderick 'Brod' Crawford - Harlequin (1980) - Doc Wheelan - There Goes the Bride (1980) - gas station attendant - Liar's Moon (1982) - Col. Tubman - Szemesnek áll a világ (1982) as Mike Carrady - The Creature Wasn't Nice (1983) - Max a számítógép - Maharlika - Gen. Hadley |

## Fordítás
- Ez a szócikk részben vagy egészben  a   Broderick Crawford című angol Wikipédia-szócikk fordításán alapul.  Az eredeti cikk szerkesztőit annak laptörténete sorolja fel. Ez a jelzés csupán a megfogalmazás eredetét és a szerzői jogokat jelzi, nem szolgál a cikkben szereplő információk forrásmegjelöléseként.